# Explorer Belt
Der Explorer Belt bzw. die Explorer-Belt-Expedition (EB, EBE oder EBX) ist eine 1958 entwickelte, international verbreitete Arbeitsform der Ranger- und Roverstufe in der europäischen Pfadfinderbewegung.

Ziel ist es, durch eine selbst organisierte Expedition im Ausland in Kleingruppen eine fremde Kultur aus ihrer eigenen Sicht kennenzulernen und dabei die eigenen Grenzen auszuloten. In ihrer Form erinnert die Explorer-Belt-Expedition stark an die aus der Jugendbewegung kommende Fahrt, allerdings wird ein besonderes Gewicht auf Begegnungen mit der einheimischen Bevölkerung und die Erkundung der kulturellen Zusammenhänge gelegt.

EBE-Gürtel – „Explorerbelt“

Vor der Expedition legen die Teilnehmer in der Regel auf mehreren Vorbereitungswochenenden ihre Route und den Fokus ihre Erkundung fest. An den eigentlichen Expeditionsteil, der im Normalfall mindestens zehn Tage Fußwanderung umfasst, schließt sich eine Auswertung der EBE an, meist in einem gemeinsamen Abschlusszeltlager.
Nach der Teilnahme an einer Explorer-Belt-Expedition wird an die Teilnehmer der „Explorer Belt“, ein Ledergürtel mit einem einheitlichen Koppelschloss, verliehen.
Im deutschsprachigen Raum veranstalten unter anderem die Deutsche Pfadfinderschaft Sankt Georg (DPSG, seit 2004), der Verband Christlicher Pfadfinderinnen und Pfadfinder (VCP, seit 1982), die Pfadibewegung Schweiz (PBS, seit 1995) und die Pfadfinder und Pfadfinderinnen Österreichs (PPÖ, seit 2014) Explorer-Belt-Expeditionen. Weitere Pfadfinderverbände, die sich an dem Programm beteiligen, kommen unter anderem aus Finnland, Großbritannien, Irland, Norwegen, Polen und Schweden.